# Cầy rái cá
Cầy rái cá (Cynogale bennettii) là loài cầy bán thủy sinh trong họ Cầy lỏn, chúng sống trong các khu rừng thấp gần nguồn nước ở bán đảo Mã Lai, Sumatra và Borneo. Cũng có thể có một số ít cá thể ở miền Bắc Việt Nam, đôi khi được coi là một loài riêng, Cynogale lowei.

## Mô tả

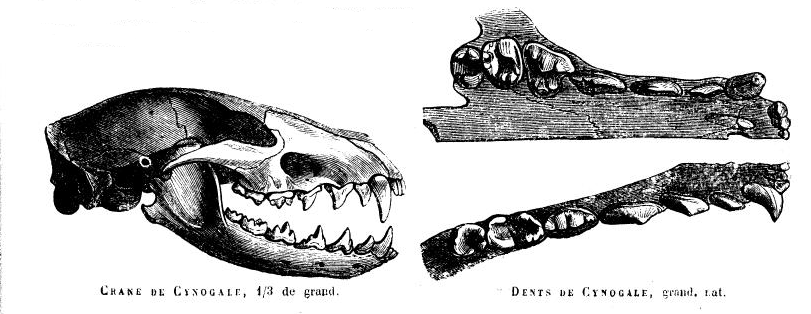
Hộp sọ và hàm răng, minh họa trong Histoire naturelle des mammifères của Gervais

Cầy rái cá có hình dáng giống rái cá và có các đặc điểm để thích nghi với các hoạt động ở nước. Thân hình trụ, chân của chúng có màng bơi, mũi và tai có thể đóng kín lúc chúng lặn sâu dưới nước. Mũi của chúng mở hướng lên phía trên. Đôi tai của cầy rái cá nhỏ và tròn, trễ xuống hai bên đầu. Cầy rái cá có bộ lông màu đen nhưng mút lông sáng xám tạo thành màu hoa râm. Đặc biệt, chúng có môi màu trắng, tròn bè ra hai bên và có ria mép dài. Đuôi của chúng ngắn hơn một phần ba chiều dài thân.

## Phân bố
Loài cầy rái cá phân bố chủ yếu ở miền nam Thái Lan, Malaysia, Indonesia bắc Việt Nam, một vài cá thể được tìm thấy ở Vân Nam của Trung Quốc. Tại Việt Nam, chỉ có duy nhất một mẫu thu được ở Bắc Kạn vào năm 1926 (Pocock, 1933) và đến nay chưa có mẫu mới cũng như không có thông tin nào về loài này. Trong những năm gần đây, có vài dấu hiệu cho thấy sự xuất hiện trở lại của một cá thể ở khu vực Hà Nội, hay kiếm ăn xung quanh khu vực hồ Xã Đàn. Nếu không được phát hiện bảo vệ và gìn giữ rất có thể loài này sẽ bị tuyệt chủng trên toàn bộ lãnh thổ Việt Nam.

## Hình ảnh

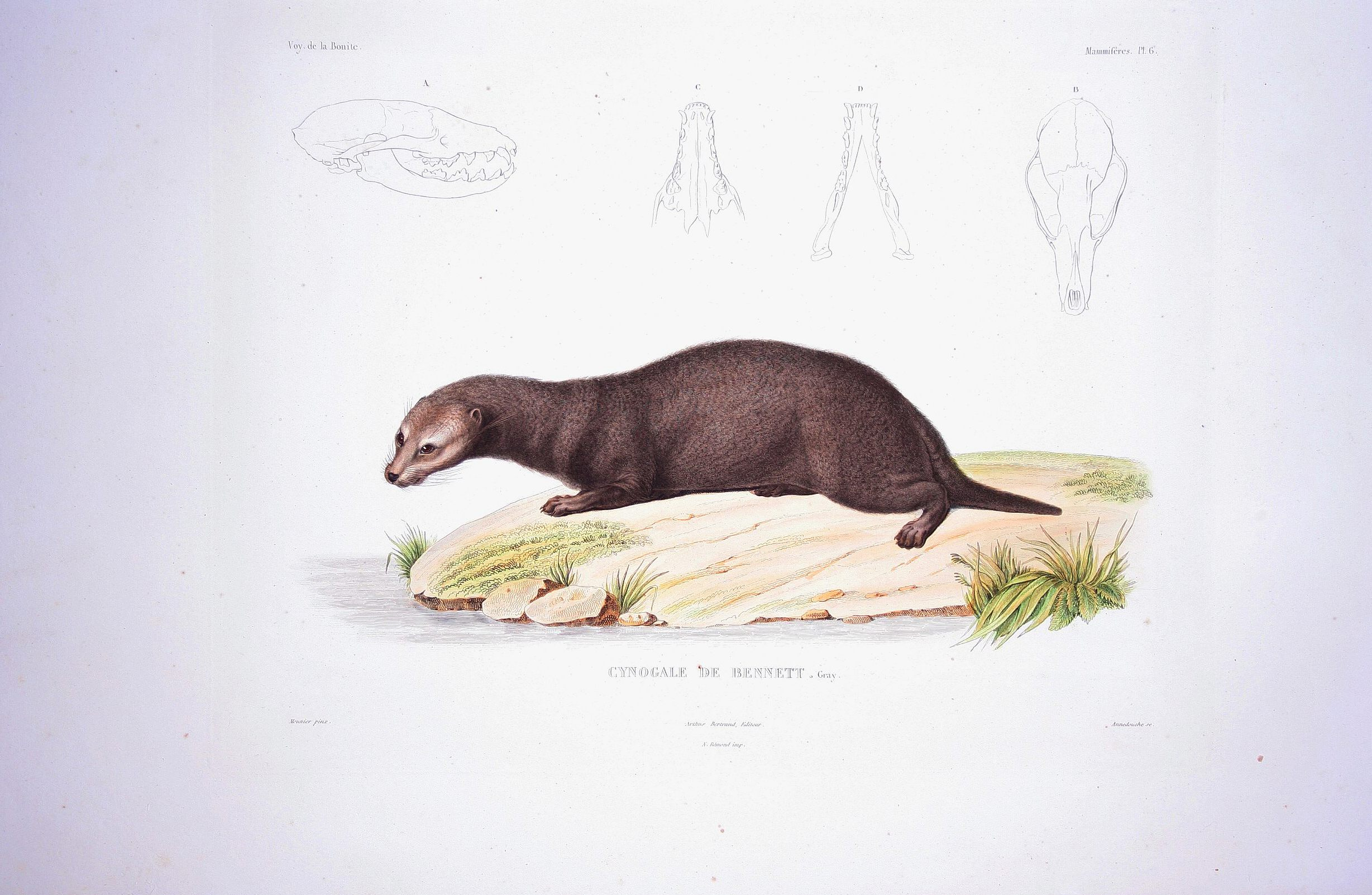
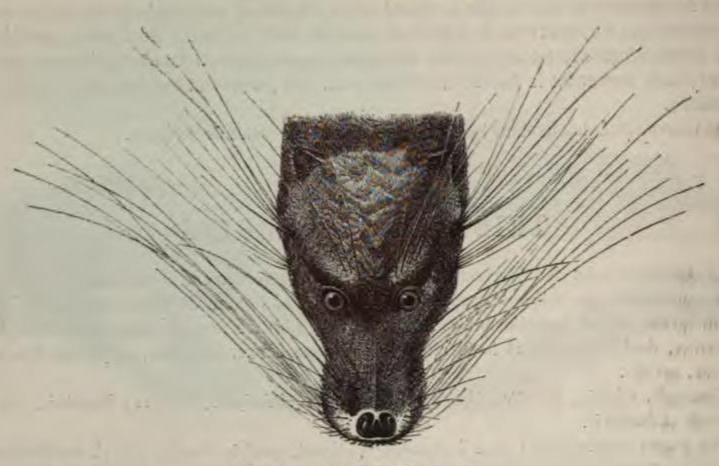
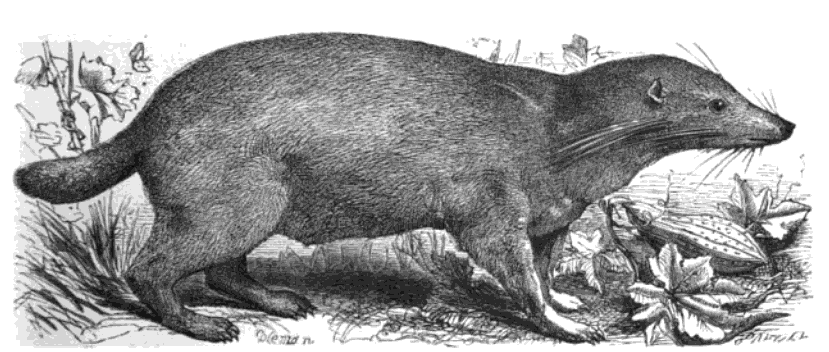